# Giovinezza trionfa!
Giovinezza trionfa! è un film muto italiano del 1914 diretto da Augusto Genina.